# Langford (Essex)
Pour les articles homonymes, voir Langford.
Langford est un village et une paroisse civile de l'Essex, en Angleterre.